# Bradypodion transvaalense
Bradypodion transvaalense е вид влечуго от семейство Хамелеонови (Chamaeleonidae). Видът не е застрашен от изчезване.

## Разпространение
Разпространен е в Свазиленд и Южна Африка (Лимпопо и Мпумаланга).